# Koupé-Manengouba
Koupé-Manengouba är ett departement i Kamerun.   Det ligger i regionen Sydvästra regionen, i den västra delen av landet, 230 km nordväst om huvudstaden Yaoundé.